# ピアノ協奏曲第9番 (モーツァルト)

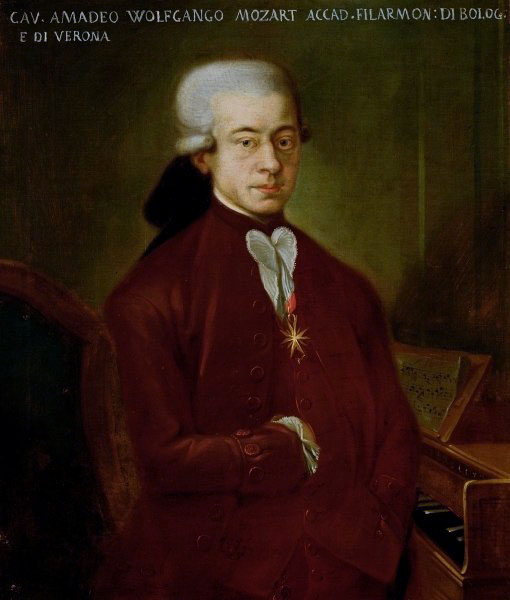
1777年のモーツァルト（ジョヴァンニ・マルティーニの依頼による）

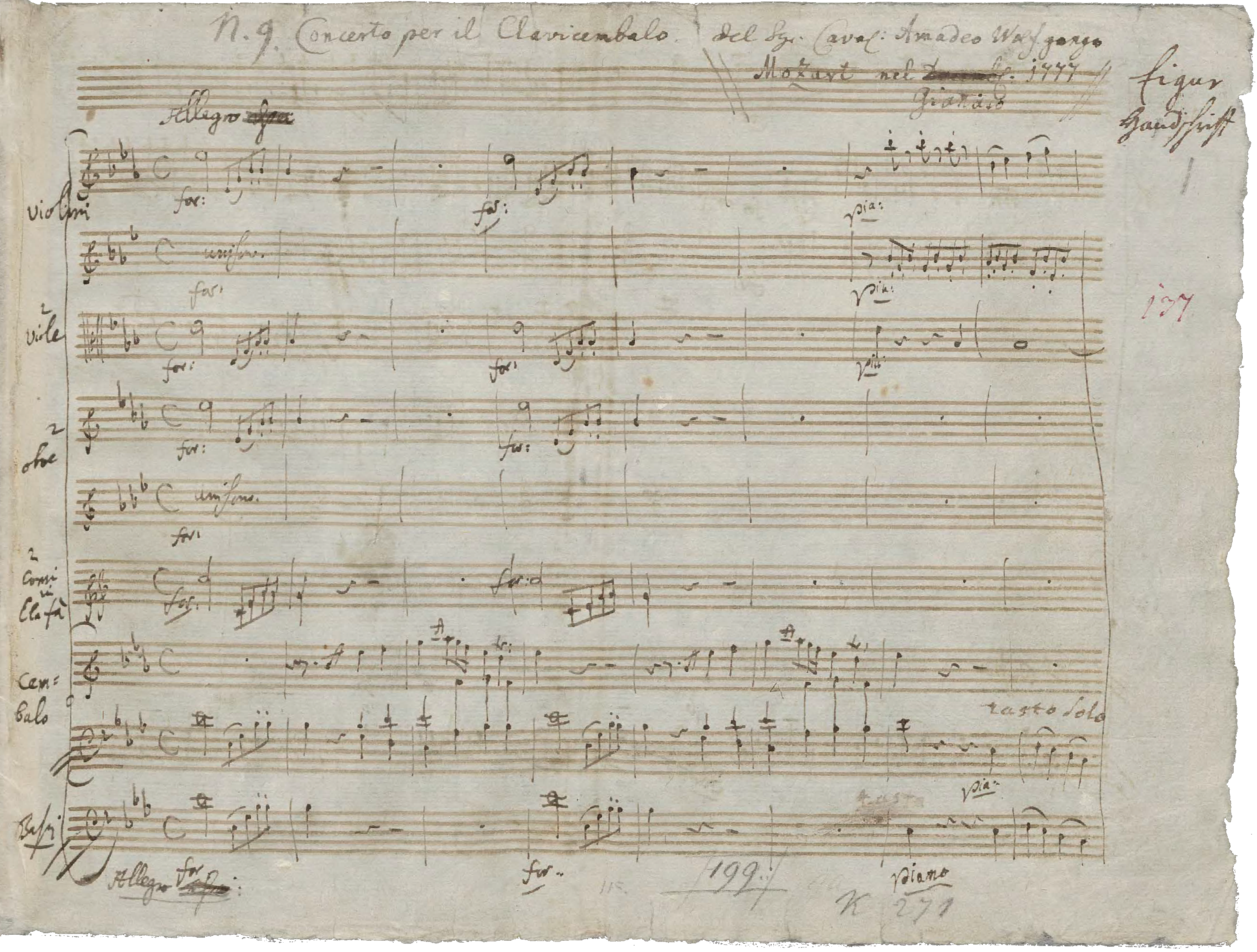
ピアノ協奏曲第9番の自筆譜

ピアノ協奏曲第9番 変ホ長調 K. 271 は、ヴォルフガング・アマデウス・モーツァルトが1777年に作曲したピアノ協奏曲。『ジュノム』（Jeunehomme）の愛称で親しまれている（→「曲の成立に関する研究」）。

## 概要
第6番、第7番『ロドロン』、第8番『リュッツォウ』、そして本作の4曲はそれぞれ作曲年代が近いが、4曲の中で最後にある本作は内容、形式ともに特に優れた曲として高く評価されている。本作は1777年1月にザルツブルクで作曲され、フランスの女流ピアニストである「ジュノーム嬢」（"mademoiselle Jeunehomme"）がザルツブルクを訪れた際に、彼女に献呈されたといわれてきたため、従来は『ジュノム』（Jeunehomme）という愛称で呼ばれていた。この曲の新鮮さ、大胆さとこれまでにない規模の大きさは、彼女の影響によるものとされている。
カデンツァは第1楽章、第2楽章用にそれぞれ2種類書かれている。第3楽章用のカデンツァ（アインガング）は2箇所あり、それぞれ3種類書かれている。この曲のカデンツァが数多く残されている理由は、モーツァルト自身がこの曲をよく演奏していたためであるとされ、少なくとも1777年10月4日にミュンヘンで、1781年4月3日と1783年の春にウィーンで演奏されたことが知られている。

### 曲の成立に関する研究
「ジュノーム嬢」が一体誰であるのかは長年の謎であり、モーツァルトの研究者の課題となってきたが、2004年3月15日に音楽学者のミヒャエル・ローレンツが、モーツァルトの友人で著名なフランス人舞踏家ジャン＝ジョルジュ・ノヴェールの娘でピアニストのヴィクトワール・ジュナミ（Victoire Jenamy）であることを発見した。ローレンツによれば、「ジュノーム」なる名前は1912年に2人の著者（Téodor de Wyzewa, Georges de Saint-Foix）によって書かれたフランス語の伝記の中で初めて現れるが、単にこの人物の名前がわからなかったので、フランス語で「若者」を意味する "jeune homme" と呼んだものに過ぎず、結局のところ人の名前ではなかった。
そのため、近年では日本でもCDや出版物によっては『ジュノーム』ではなく『ジュナミ』と表記されることが増えてきている。

## 楽器編成
独奏ピアノ、オーボエ2、ホルン2、弦五部。

## 曲の構成
全3楽章、演奏時間は約32分。
- 第1楽章 アレグロ
変ホ長調、4分の4拍子、ソナタ形式。

冒頭で、オーケストラによる第1主題の呼びかけに応えていきなり独奏ピアノが登場するところなどは、当時としては型破りなスタイルである。このスタイルは、後に作曲されたベートーヴェンのピアノ協奏曲第4番や第5番『皇帝』の先駆とも言える。
- 第2楽章 アンダンティーノ
ハ短調、4分の3拍子、ソナタ形式。
第2楽章は短調で作曲されているが、モーツァルトが作曲した全27曲あるピアノ協奏曲のうち、第2楽章が短調で書かれているのはこの曲を含めたったの5曲（第4番、本作、第18番、第22番、第23番、そのうち第4番は他者の作品の編曲）しかない。
- 第3楽章 ロンドー：プレスト
変ホ長調、2分の2拍子（アラ・ブレーヴェ）、ロンド形式。
大まかに「A-B-A-C-A-B-A」の大ロンド形式であるが、途中でカンタービレのメヌエットが挿入される。